# Typhlodromus thesbites
Typhlodromus thesbites är en spindeldjursart som först beskrevs av Swirski och Amitai 1997.  Typhlodromus thesbites ingår i släktet Typhlodromus och familjen Phytoseiidae. Inga underarter finns listade i Catalogue of Life.